# Francesco Canali
Francesco Canali, italijanski duhovnik, škof in kardinal, * 20. oktober 1764, Perugia, † 11. april 1835.

## Življenjepis
20. decembra 1788 je prejel duhovniško posvečenje.
26. septembra 1814 je bil imenovan za škofa Spoleta in 28. avgusta 1820 za škofa Tivolija; s slednjega položaja je odstopil 24. aprila 1827.
21. maja 1827 je bil imenovan za naslovnega nadškofa Larise v Tesaliji.
30. septembra 1831 je bil povzdignjen v kardinala in pectore.
23. junija 1834 je bil ponovno povzdignjen v kardinala in imenovan za kardinal-duhovnika S. Clemente.